# Fosse no 2 - 2 bis des mines de Ferfay
La fosse no 2 - 2 bis dite Lahure de la Compagnie des mines de Ferfay, puis de Marles, est un ancien charbonnage du Bassin minier du Nord-Pas-de-Calais, situé à Ferfay. Les travaux commencent en 1856, un an après la mise en service de la fosse no 1. Le gisement est irrégulier, et la fosse n'entre réellement en activité qu'en 1865. Les mineurs sont logés dans les corons bâtis près de la fosse no 1. Le puits no 2 bis est ouvert en février 1884. Le onzième jour du mois de Janvier, une explosion cause la mort de dix-sept mineurs. le puits d'aérage no 2 est opérationnel en 1888. La fosse possède un terril no 19, 2 de Ferfay. La Compagnie des mines de Ferfay est rachetée par celle de Marles en 1925. La fosse no 2 - 2 bis est renommée fosse no 1 - 1 bis des mines de Marles. Par suite de l'épuisement ou de la non-exploitabilité du gisement, la fosse ferme le 5 septembre 1936, et ses puits sont remblayés en 1937.
La Compagnie des mines de Marles est nationalisée en 1946, et intègre le Groupe d'Auchel. Le terril est entièrement exploité et a disparu.
Au début du XXIe siècle, Charbonnages de France matérialise les têtes des puits nos 2 et 2 bis, également nommés 1 et 1 bis. Le carreau de fosse est envahi par la végétation, il subsiste un bâtiment en ruine, ainsi qu'un château d'eau, et des pans du mur d'enceinte. Des pâtures et une forêt ont pris la place du terril.

## La fosse

### Fonçage
Une deuxième fosse, dite no 2 ou Lahure, est commencée en 1856 à Ferfay, à 1 096 mètres à l'ouest-nord-ouest de la fosse no 1.
Le puits no 2 est situé à l'altitude de 94,60 mètres,. Le niveau est passé sans pompe d'épuisement, la venue d'eau maximale a été, comme à la fosse no 1, de trente mètres cubes par 24 heures. Le cuvelage en chêne s'étend de trente à 95,70 mètres. Le diamètre utile du puits est de quatre mètres. Le terrain houiller est atteint à la profondeur de 146 ou 147 mètres.

### Exploitation
Jusqu'à la profondeur de 333 mètres, la fosse ne traverse que des terrains ondulés et irréguliers. Elle ne fournit d'abord que de mauvais résultats, et, après beaucoup de recherches infructueuses, est en 1862 en approfondissement à 375 mètres sans avoir, pour ainsi dire, rien produit. Depuis, elle a fourni quelques produits, qui ont été en augmentant. Un faisceau assez riche et régulier a été rencontré, et la fosse no 2 entre en exploitation en 1865. Sa profondeur est de 497 mètres. Le grisou y existe.
Le puits no 2 bis est ouvert en février 1884, à 26 mètres au nord-nord-est du puits no 2. Le onzième jour de ce même mois, une explosion cause la mort de dix-sept mineurs. Il est arrêté à la profondeur de 142,65 mètres. La venue d'eau maximale lors du fonçage a atteint 150 m3 à l'heure, à la profondeur de 37 mètres. Elle a nécessité l'établissement d'une pompe d'avaleresse. Le cuvelage en chêne s'étend de trente à 96,45 mètres de profondeur, et le diamètre du puits est de 2,30 mètres. Le puits no 2 bis sert de retour d'air à la fosse no 2, dont les travaux sont aérés également par les puits nos 1 et 4. Le puits no 2 est fonctionnel en 1888.
Dans les années 1890, les accrochages du puits no 2 sont établis à 163, 193, 243, 420, 460 et 492 mètres de profondeur. Par deux bures intérieurs, un faux-étage a été créé à 540 mètres de profondeur.
La Compagnie des mines de Ferfay est rachetée par celle de Marles en 1925. La fosse no 2 - 2 bis devient alors la fosse no 1 - 1 bis des mines de Marles. Le siège no 1 - 1 bis, composé de deux sièges, est arrêté le 5 septembre 1936. Le gisement du siège est affecté au nord-ouest par la faille dite du no 3, au sud-ouest par la zone d'effondrement au sud du bassin par une grande faille sensiblement est-ouest, dite faille de Cauchy, et par une autre sensiblement nord-sud dite du no 1.
Au nord de la faille du no 3, il ne reste plus de gisement exploitable. La région sud-ouest, comprise entre la faille du no 3, et la faille du no 1, est complètement épuisée ou les ressources sont inexploitables du fait d'une gisement très accidenté. La région sud-est, c'est-à-dire comprise entre la faille du no 1 et la limite d'exploitation du siège est complètement épuisée dans toutes les veines. La veine inférieure Adèle a été trouvée inexploitable à l'étage de 720 mètres du siège no 1 - 1 bis. Les puits nos 1 et 1 bis, respectivement profonds de 630 et 414 mètres, sont remblayés en 1937.
La Compagnie des mines de Marles est nationalisée en 1946, et intègre le Groupe d'Auchel.

### Reconversion
Au début du XXIe siècle, Charbonnages de France matérialise les têtes des puits nos 2 et 2 bis. Le BRGM y effectue des inspections chaque année. Outre des pans du mur d'enceinte, il subsiste le château d'eau et un bâtiment en ruine,, à une dizaine de mètres à l'est du puits no 2 bis.

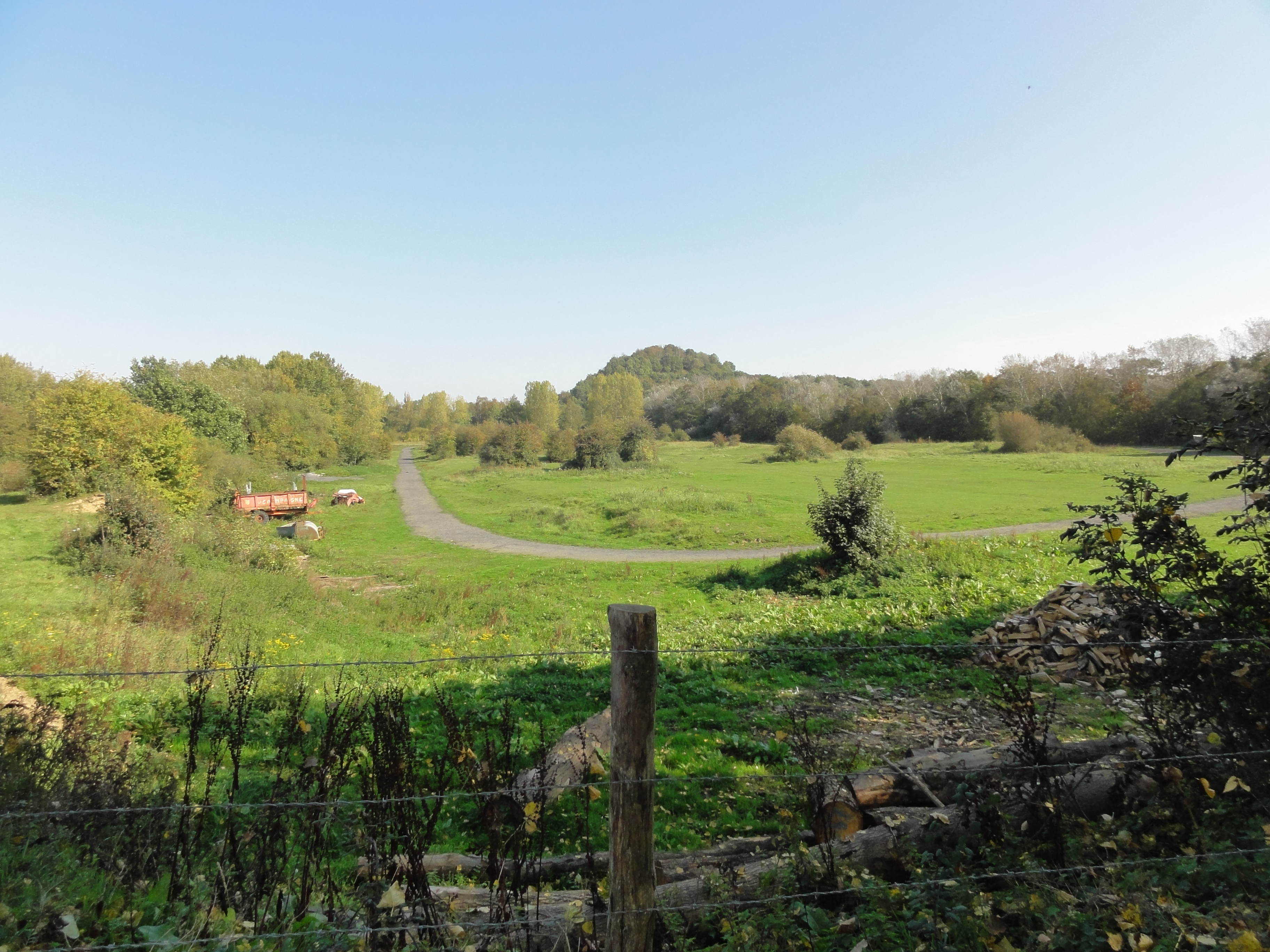
La partie australe du carreau de fosse.
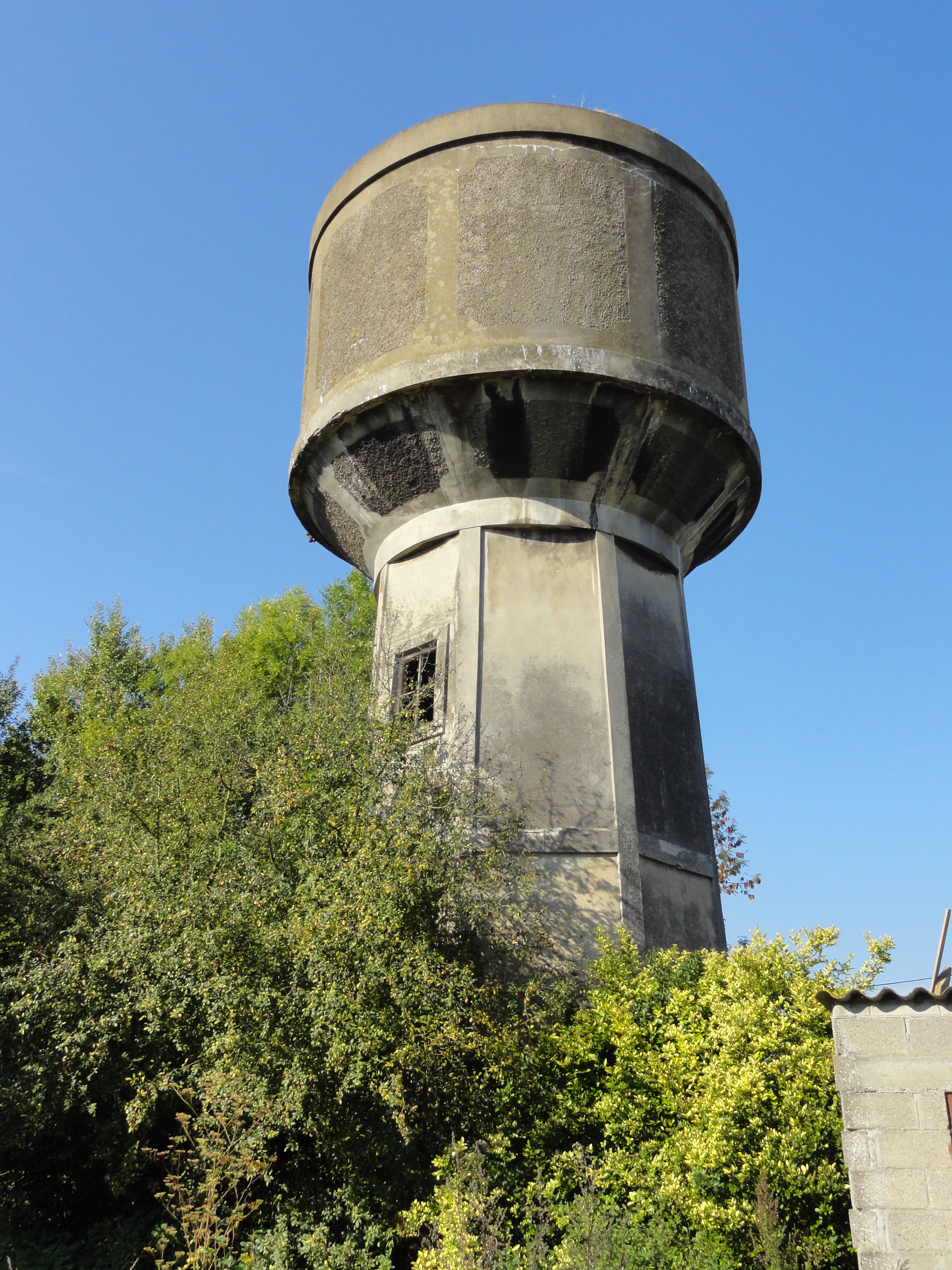
Le château d'eau en béton armé.
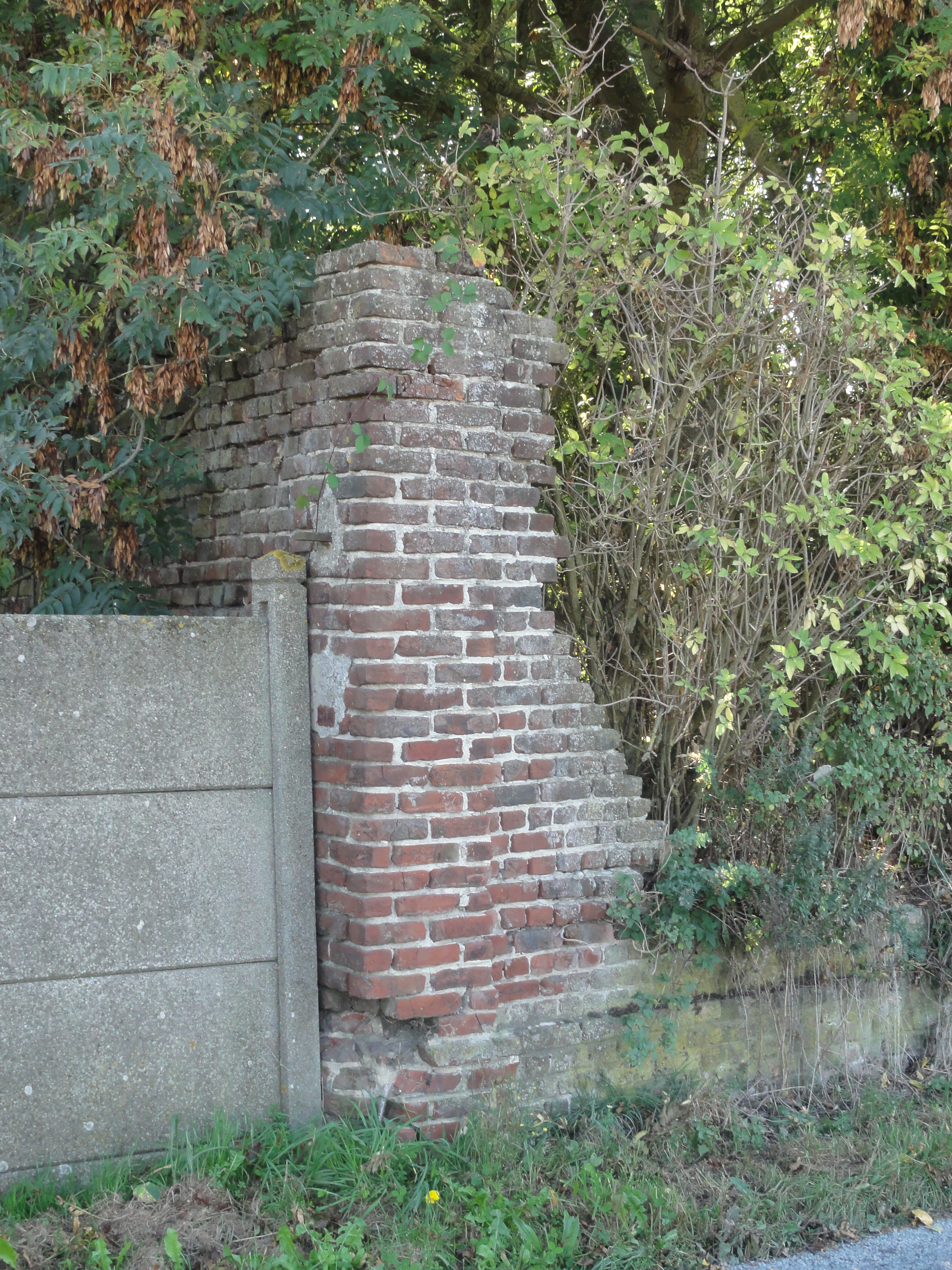
Le mur d'enceinte.
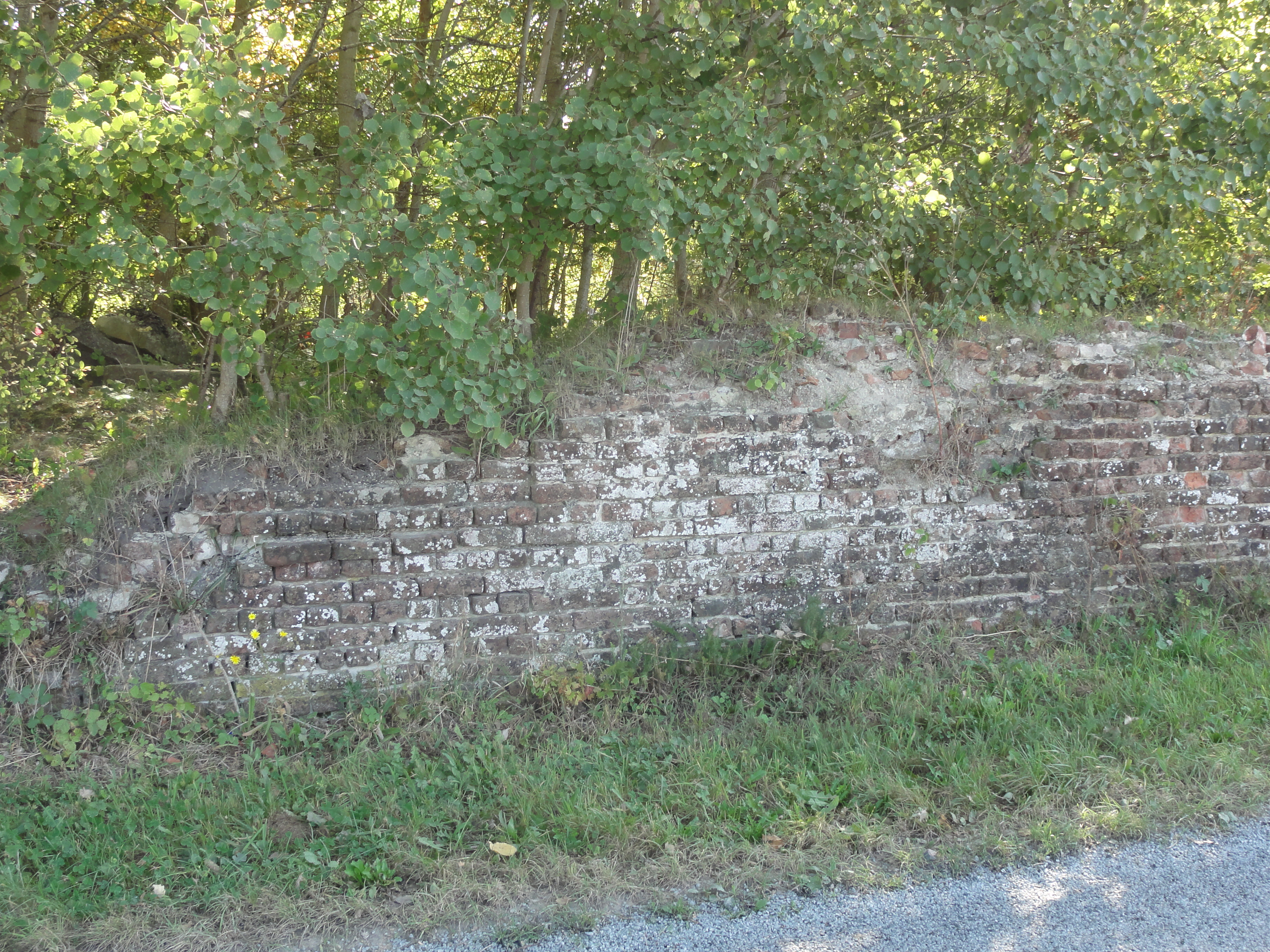
Le mur d'enceinte.
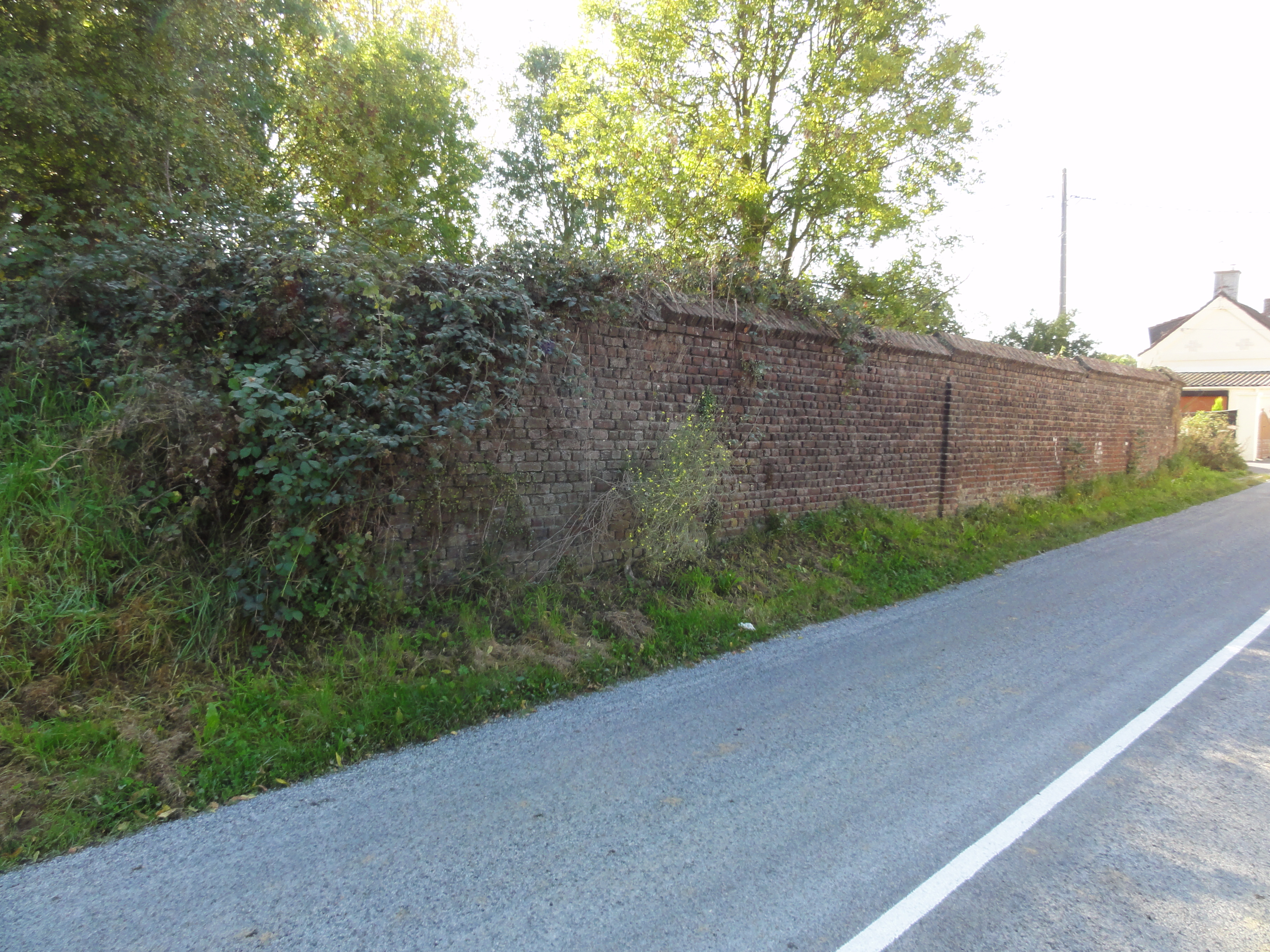
Le mur d'enceinte.
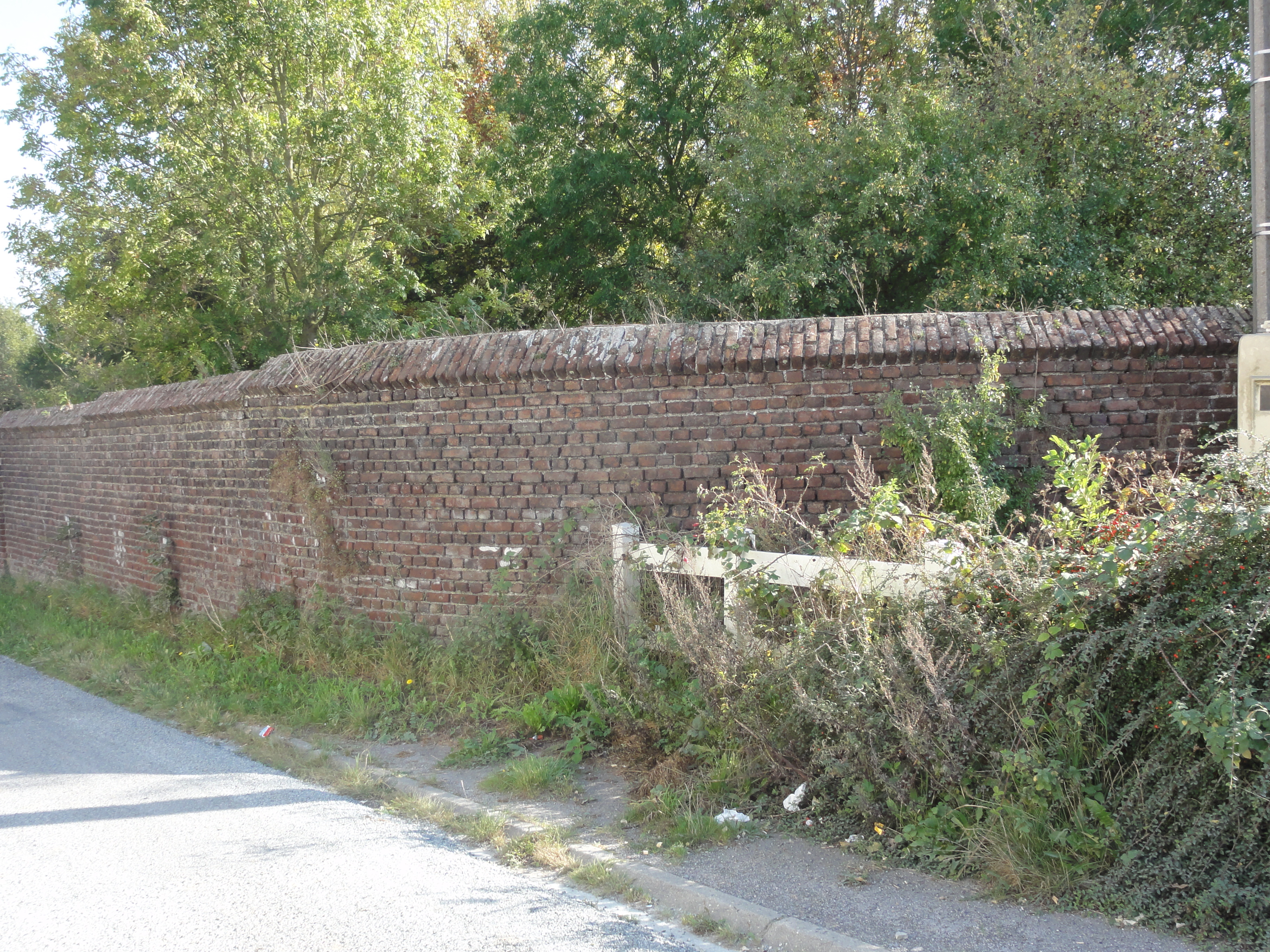
Le mur d'enceinte.
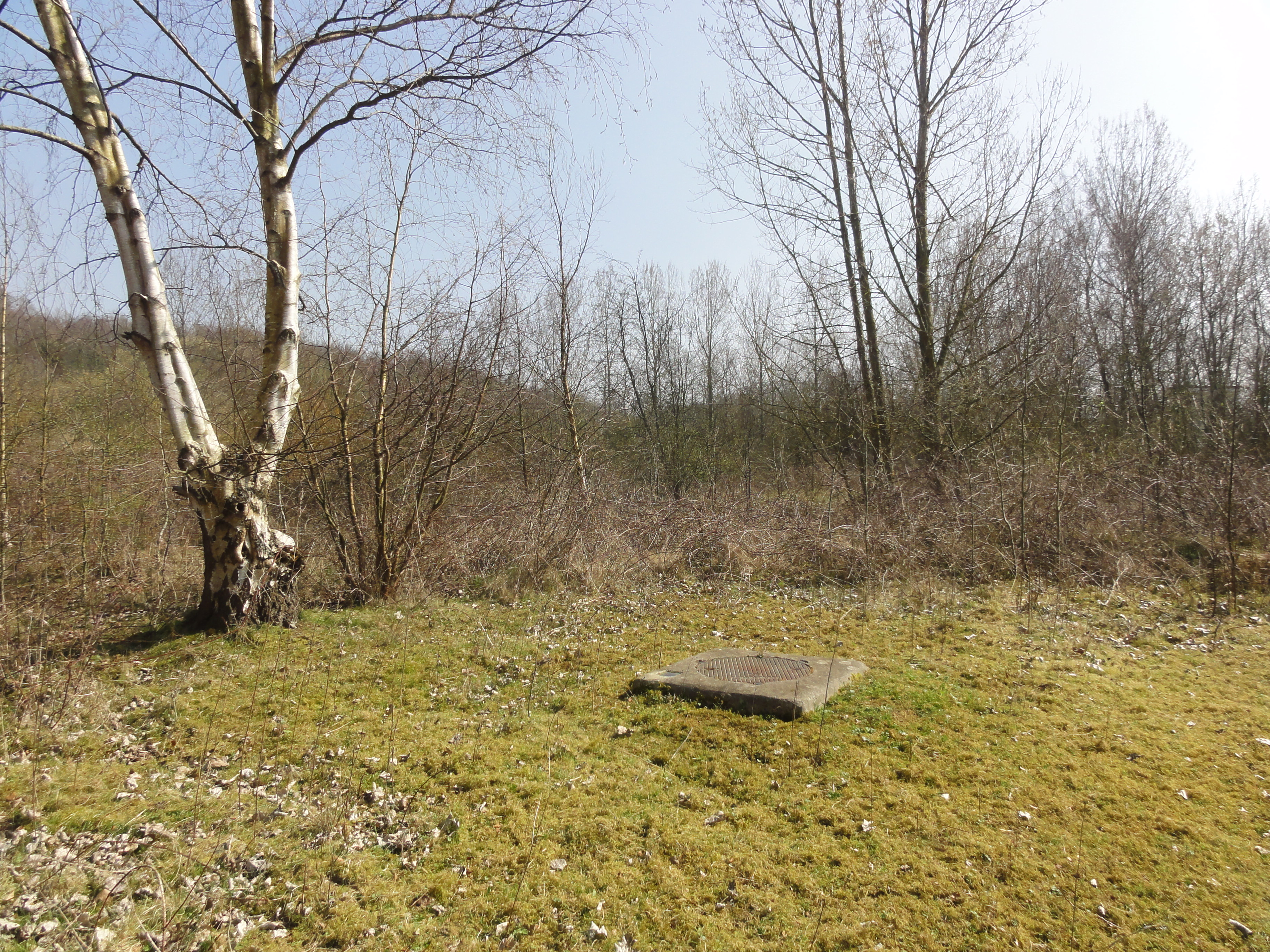
Le puits no 2.
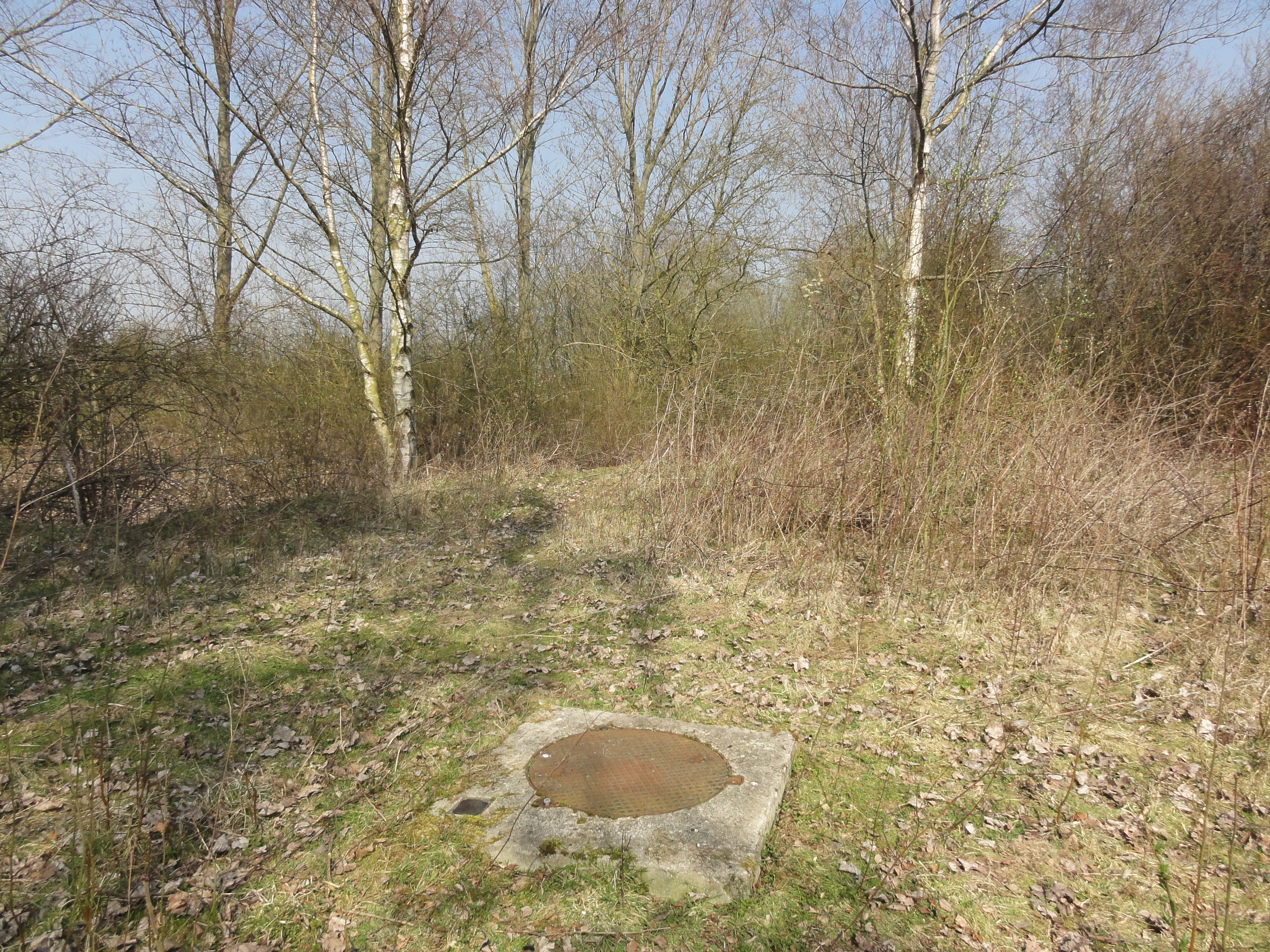
Le puits no 2 bis.

## Le terril

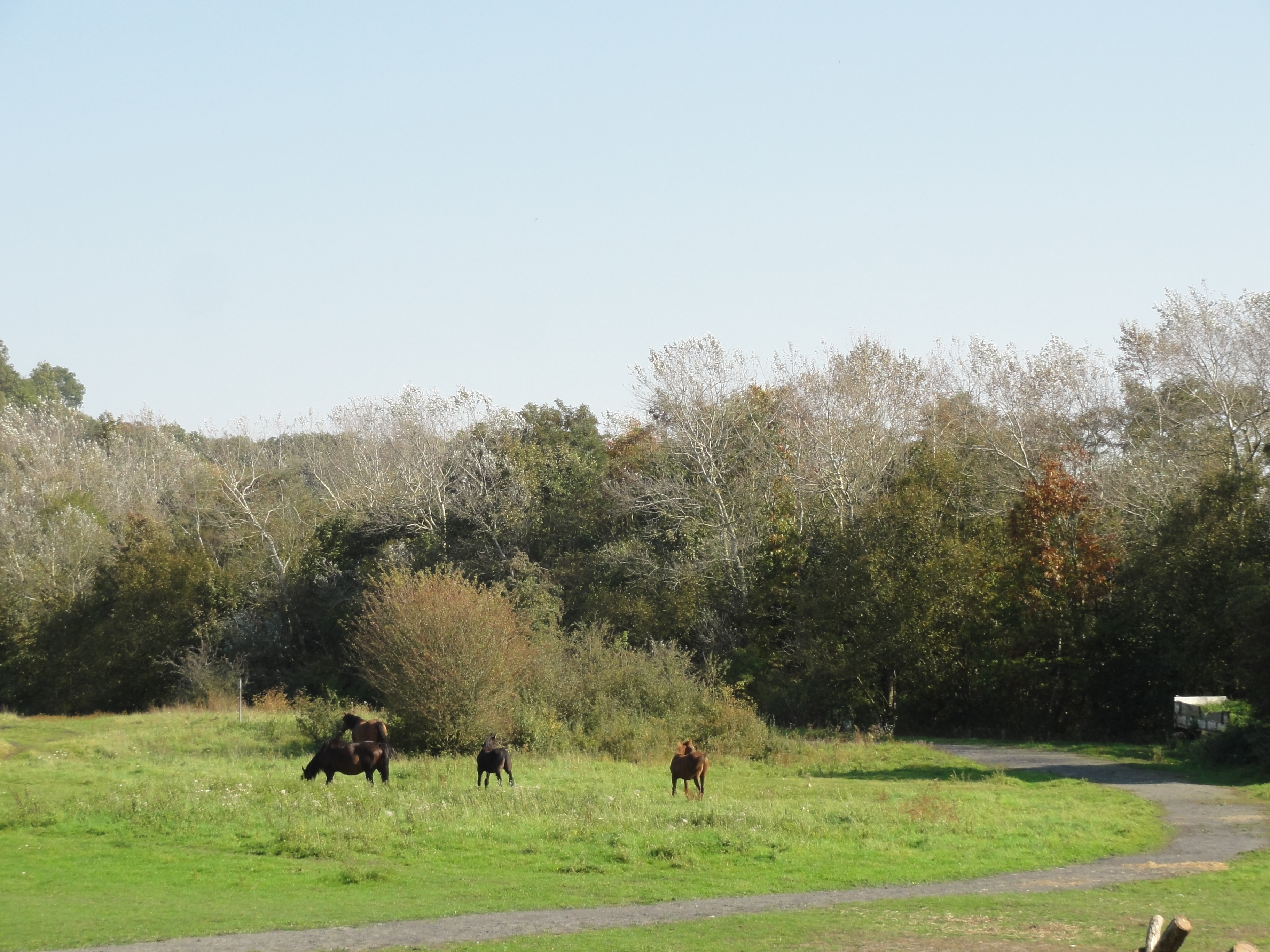
Le terril 2 de Ferfay.

50° 31′ 08″ N, 2° 26′ 18″ E
Le terril no 19, 2 de Ferfay, situé à Ferfay, disparu, était le terril de la fosse no 2 - 2 bis des mines de Ferfay. Plat, il a été intégralement exploité,.